# John Keane (1. baron Keane)
John Keane, 1. baron Keane GCB, GCH (ur. 6 lutego 1781 w Waterford, zm. 26 sierpnia 1844 w Burton Lodge w Hampshire) – brytyjski wojskowy i gubernator kolonialny.
Był drugim synem sir Johna Keane’a, 1. baroneta. W 1792 r. wstąpił do British Army. Doszedł do rangi podpułkownika 60 pułku piechoty. Podczas wojny na Półwyspie Iberyjskim dowodził brygadą. Brał udział w bitwach pod Nivelle i Vitorią. W 1814 r. otrzymał stopień generała-majora.
Pod koniec 1814 r. został wysłany na wojnę ze Stanami Zjednoczonymi. Dowodził brygadą w składzie 93 pułku Sutherland Highlanders, sześciu kompanii 95 pułku piechoty, 5 pułku Indii Zachodnich, kompanii artylerii i kompanii inżynierów. Do czasu przybycia głównodowodzącego generała Edwarda Pakenhama dowodził całością sił brytyjskich. Podczas bitwy pod Nowym Orleanem 8 stycznia 1815 r. dowodził lewym skrzydłem wojsk brytyjskich i został ranny podczas ataku na amerykańskie pozycje.
Po powrocie do zdrowia Keane został naczelnym dowódcą wojsk brytyjskich w Indiach Zachodnich. W latach 1818–1819 był gubernatorem Saint Lucia, a w latach 1827–1829 pełnił obowiązki gubernatora Jamajki. Następnie został wysłany do Indii, gdzie w latach 1833–1839 dowodził wojskami brytyjskimi w prezydencji Bombaju. W 1830 r. otrzymał rangę generała-porucznika.
Kiedy w 1839 r. wybuchła I wojna brytyjsko-afgańska, Keane stanął na czele Armii Indusu. W lipcu wygrał bitwie pod Ghazni i zdobył Kabul, za co otrzymał tytuł 1. barona Keane (wraz z miejscem w Izbie Lordów) oraz pensję od parlamentu w wysokości 2000 funtów rocznie. Wkrótce przekazał dowodzenie nad armią generałowi Cottonowi i powrócił do Wielkiej Brytanii.
Był kawalerem Krzyża Wielkiego Orderu Łaźni i Krzyża Wielkiego Orderu Gwelfów. Zmarł w 1844 r. Tytuł barona odziedziczył jego syn, Edward.